# アッキーインターナショナル
株式会社アッキーインターナショナルは海外仕様の家電を中心に扱う免税店チェーンを展開している企業。

## 概要
2002年3月12日に設立、同年4月27日に本店が開店。開店当時、裏通りや地下階などの立地が多い秋葉原の免税店にあって、大通りに面した一等地に構える、日本製製品を前面に押し出した免税店として注目された。海外仕様の家電をはじめ、雑貨、民芸品等を取り扱っており、外国人観光客のほか、海外赴任する日本人などを主な客層としている。
2016年現在、東京の秋葉原と名古屋の大須に店舗を展開。
創業社長の阿部英行は、同じく秋葉原に拠点を構えるラオックスの出身。

## 沿革
- 2002年3月12日 - 設立
- 2002年4月27日 -  本店開店
- 2003年11月13日 - AKKY II開店
- 2004年9月1日 - AKKY III開店（2010年6月13日閉店）
- 2009年2月 - 大須にAKKY One 名古屋店開店
- 2010年6月26日 - AKKY One 秋葉原店開店
- 2012年6月 - AKKY One 群馬大泉店開店（2015年6月7日閉店）

## 営業中の店舗
- 本店
- AKKYII - 廣瀬無線電機本社ビル1階
- AKKY One 秋葉原店
- AKKY One 名古屋店 - 名古屋の大須商店街内

## かつて存在した店舗
- AKKYIII - 秋葉原駅前・マイウェイ内。西川無線による運営。2010年6月13日閉店。
- AKKY One - 秋葉原ラジオ会館1階。佐伯無線による運営。ラジオ会館閉館に伴い2011年7月に閉店し、AKKY One秋葉原店と統合。
- AKKY One 群馬大泉店 - 群馬県大泉町。2015年6月7日閉店。